# Seged
Seged – powiastka filozoficzna Ignacego Krasickiego ze zbioru Powieści wschodnie opowiadająca o królu egipskim, który postanowił po siedemnastu latach zażyć wczasów i o niemożności nakazania sobie zabawy.

## Treść

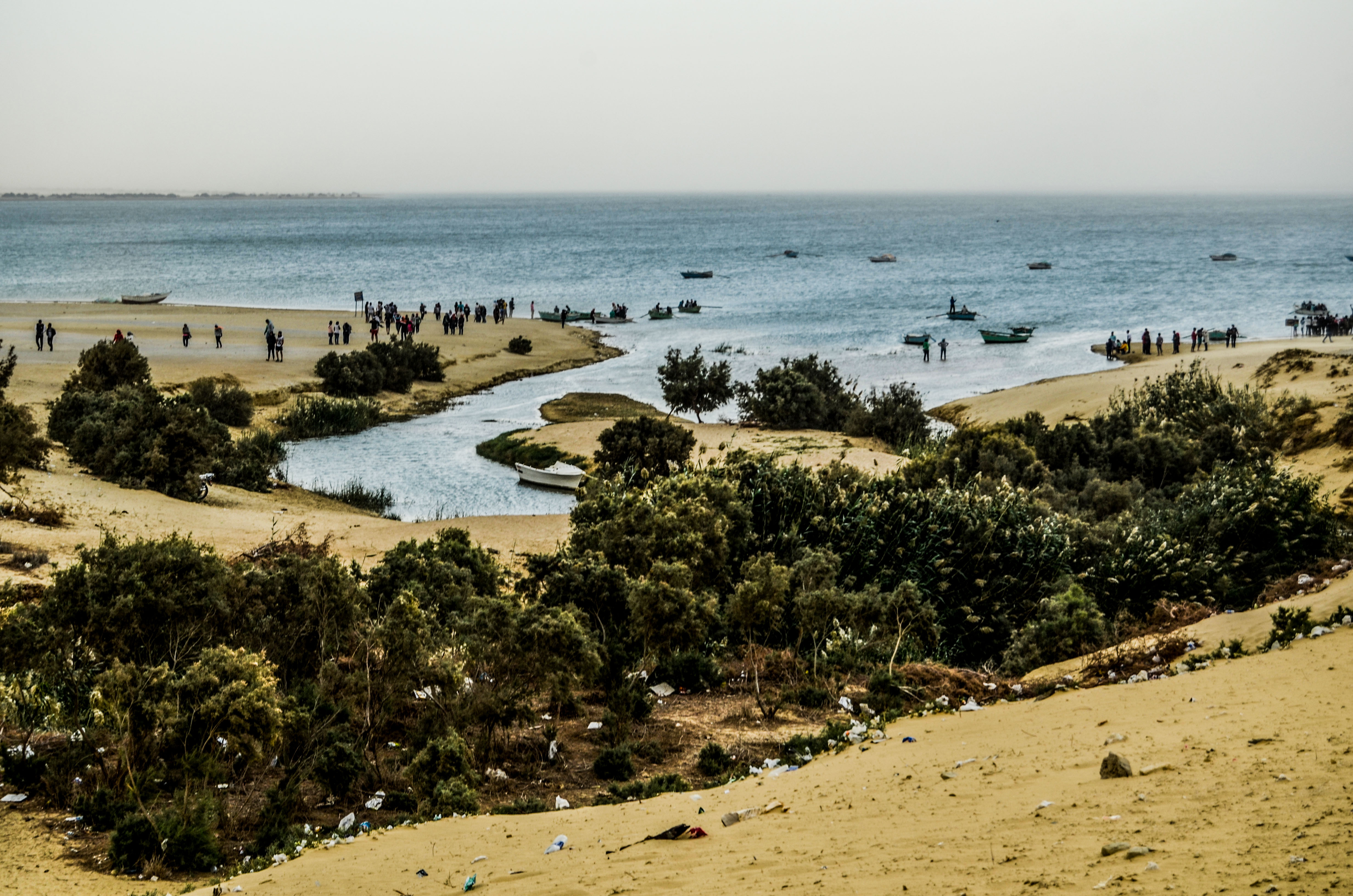
Jezioro Karun w Egipcie

Seged, pan i władca Egiptu po siedemnastu latach nieustających trudów, związanych z kierowaniem państwem, postanowił zażyć przez dziesięć dni w roku odpoczynku. Nakazał tedy swym architektom wznieść na jeziorze, na wyspie Dumbia, piękne pałace. Z wielkimi nadziejami wyruszył, by ujrzeć efekt ich pracy. Lecz budowle nie spodobały mu się tak jak się spodziewał i pierwszego dnia poszedł spać w złym humorze. Drugiego dnia bez powodzenia próbował zdecydować, którą by spośród mnóstwa zabaw wybrać na początek i bardzo się tym zmęczył. Trzeciego dnia, gdy już wybrał zorganizowanie wspaniałych iluminacji w ogrodzie, cały dzień padało.
Czwarty dzień wstał słoneczny i władca wezwał dworzan, by się tego dnia dobrze bawili, lecz im bardziej się starali tym większa ich jakaś nuda ogarniała. I Seged poszedł spać z płaczem. Następnego dnia zaplanowano przejażdżkę po jeziorze i fajerwerki. Damy się jednak źle poczuły i trzeba było wcześniej powrócić, a fajerwerk zapalony zbyt wcześniej nie wypadł dobrze. Szóstego dnia Seged postanowił nie opuszczać swych komnat, sprosił więc dworzan do siebie i każdego hojnie obdarował. Urosły z tego zaraz urazy o to że inni lepsze dary otrzymali i Seged opuścił zgromadzenie. Doszedłszy do wniosku, że okazywaniem swej władzy i bogactwa popsuł dzień wczorajszy, postanowił król siódmego dnia bawić się demokratycznie. Jakoż przy stole zabrakło dlań jedzenia, a wieczorem w ogrodzie, wskutek nadużycia alkoholu, wywiązała się bójka i Seged z podbitym okiem wrócił do sypialni. 
Ósmego dnia postanowił posmakować w mądrości. Do obiadu zdołał jednak wysłuchać zaledwie probacji dwóch paragrafów pierwszej części wywodu, po obiedzie zaś, na którym żwawo krążył puchar z winem, rozwiązały się języki i przyszło od argumentów do przymówek, od przymówek do złorzeczeń i kazał król przepędzić mędrców. Następnego dnia zarządzono występy teatralne, lecz orkiestra, zbyt wspaniała, grała za głośno, komedia doprowadziła do kłótni na widowni, a balet przestraszył księżniczkę. Gdy został już Segedowi tylko jeden dzień, postanowił go poświęcić ukochanej Amidzie. Spędzili go w pięknych strojach, na tańcach, na ucztowaniu i oglądaniu występów. Wieczorem Amida wymknęła się z sypialni, a król podążył za nią i ujrzał jak się spotyka z ukochanym, odźwiernym Zelmirem. Zgnębiony król wyszedł w pole, gdzie spotkał swego nauczyciela Safara. Gdy mu się zwierzył ze swych trosk, ten rzekłː miłościwy panieǃ Nie można zabawom rozkazywać, żeby przyszły, a gdy przyjść zechcą, trzeba umieć ich użyć. 

## O utworze
Powiastkę tę przełożył Krasicki z francuskiego. Podobnie jak w przypadku Dziekana  z Badajoz, źródło stanowiły wydane w 1784 roku w Paryżu Apologues  et  contes  orientaux abbé  Blancheta, a konkretnie opowiadanie  Les  dix  jours  de l’empereur Séged, bajka etiopska przełożona z angielskiego. Pierwowzór angielski ukazał się w czasopiśmie  The  Rambler. Utwór Krasickiego został najpierw wydany w 1788 roku, w II tomie Listów i pism różnych, a następnie w 1803 roku w VI tomie Dzieł zebranych.